# Derek M. Turner Ettlinger
Derek M. Turner Ettlinger (1924 - 2001) fue un botánico y orquideólogo inglés, afincado en Surrey.

## Algunas publicaciones

### Libros
- 1974. Natural history photography. Ed. Academic Press. 395 pp. ISBN 0127039503
- 1976. British and Irish orchids: a field guide. Ed. Macmillan. 141 pp. ISBN 0333182626
- 1997. Notes on British and Irish orchids. Ed. D. Ettlinger. 161 pp. ISBN 0953038009
- 1998. Illustrations of British and Irish orchids. Ed. D. Ettlinger. 216 pp. ISBN 0953038017

- La abreviatura «Turner Ettl.» se emplea para indicar a Derek M. Turner Ettlinger como autoridad en la descripción y clasificación científica de los vegetales.[1]